# Георгиевка (Херсонская область)
Гео́ргиевка (укр. Георгіївка) — село в Верхнерогачикской поселковой общине Каховского района Херсонской области Украины. Находится на правом берегу реки Рогачик.
Население по переписи 2001 года составляло 155 человек. Почтовый индекс — 74422. Телефонный код — 5545. Код КОАТУУ — 6521580602.

## Местный совет
74420, Херсонская обл., Верхнерогачикский р-н, с. Бережанка, ул. Ленина, 34а